# Cerithideopsis pliculosa
Cerithideopsis pliculosa is een slakkensoort uit de familie van de Potamididae. De wetenschappelijke naam van de soort is voor het eerst geldig gepubliceerd in 1829 door Menke als Cerithium pliculosum.